# فلاش بوينت برودكشنز
فلاش بوينت برودكشنز (بالإنجليزية: Flashpoint Productions)‏، هي شركة أمريكية سابقة، كانت الشركة قامت بإنتاج وتطوير ألعاب الفيديو، أسست الشركة سنة 1992، وكانت مقرها في أولمبيا، واشنطن.